# Khwaam jam sun... Tae rak chan yao
Khwaam jam sun... Tae rak chan yao é um filme de drama tailandês de 2009 dirigido e escrito por Yongyoot Thongkongtoon. Foi selecionado como representante da Tailândia à edição do Oscar 2010, organizada pela Academia de Artes e Ciências Cinematográficas.

## Elenco
- Arak Amornsupasiri - Keng
- Yarinda Bunnag - Fari
- Sunsanee Wattananukul - Sompit